# Libanesischer Elite Cup 2013
Der Libanesische Elite Cup 2013 war die 16. Austragung des Fußballturniers. Die vier besten Mannschaften aus der libanesischen Premier League und die beiden Pokalfinalisten nahmen teil. Titelverteidiger war Safa SC Beirut. Al Ahed sicherte sich mit einem 2:0-Sieg im Finale gegen Nejmeh Club zum vierten Mal den Titel.

## Qualifizierte Mannschaften
| Verein                | Platzierung der Saison 2012/13 |
| --------------------- | ------------------------------ |
| Safa SC Beirut        | Erster & Pokalsieger           |
| Nejmeh Club           | Zweiter                        |
| Racing Beirut         | Dritter                        |
| al-Akhaa al-Ahli Aley | Vierter                        |
| al Ahed               | Fünfter                        |
| Shabab al-Sahel       | Sechster & Pokalfinalist       |

## Gruppenphase

### Gruppe A
| Pl. | Verein                | Sp. | S | U | N | Tore    | Diff. | Punkte |
| --- | --------------------- | --- | - | - | - | ------- | ----- | ------ |
| 1.  | Safa SC Beirut        | 2   | 1 | 1 | 0 | 005:300 | +2    | 04     |
| 2.  | Shabab al-Sahel       | 2   | 1 | 0 | 1 | 003:400 | −1    | 03     |
| 3.  | al-Akhaa al-Ahli Aley | 2   | 0 | 1 | 1 | 003:400 | −1    | 01     |

|                                                                                               |   |                       |           |
| Sonntag, 25. August 2013 um 16:30 Uhr (15:30 Uhr MESZ) im Beirut Municipal Stadium (Beirut)   |   |                       |           |
| Safa SC Beirut                                                                                | – | al-Akhaa al-Ahli Aley | 2:2 (2:0) |
| Mittwoch, 28. August 2013 um 16:30 Uhr (15:30 Uhr MESZ) im Beirut Municipal Stadium (Beirut)  |   |                       |           |
| Safa SC Beirut                                                                                | – | Shabab al-Sahel       | 3:1 (2:0) |
| Sonntag, 1. September 2013 um 16:30 Uhr (15:30 Uhr MESZ) im Beirut Municipal Stadium (Beirut) |   |                       |           |
| al-Akhaa al-Ahli Aley                                                                         | – | Shabab al-Sahel       | 1:2       |

### Gruppe B
| Pl. | Verein        | Sp. | S | U | N | Tore    | Diff. | Punkte |
| --- | ------------- | --- | - | - | - | ------- | ----- | ------ |
| 1.  | al Ahed       | 2   | 1 | 1 | 0 | 004:200 | +2    | 04     |
| 2.  | Nejmeh Club   | 2   | 1 | 1 | 0 | 002:100 | +1    | 04     |
| 3.  | Racing Beirut | 2   | 0 | 0 | 2 | 001:400 | −3    | 0      |

|                                                                                                |   |               |           |
| Sonntag, 25. August 2013 um 17:30 Uhr (16:30 Uhr MESZ) im Al Manara Stadium (Beirut)           |   |               |           |
| Nejmeh Club                                                                                    | – | al Ahed       | 1:1 (0:1) |
| Mittwoch, 28. August 2013 um 17:30 Uhr (16:30 Uhr MESZ) im Saida International Stadium (Sidon) |   |               |           |
| Nejmeh Club                                                                                    | – | Racing Beirut | 1:0 (1:0) |
| Sonntag, 1. September 2013 um 17:30 Uhr (16:30 Uhr MESZ) im Safa Stadium (Beirut)              |   |               |           |
| al Ahed                                                                                        | – | Racing Beirut | 3:1       |

## Finalrunde
|  | Halbfinale | Halbfinale      | Halbfinale |  |  | Finale | Finale      | Finale |
|  |            |                 |            |  |  |        |             |        |
|  |            |                 |            |  |  |        |             |        |
|  | A1         | Safa SC Beirut  | 0 (3)      |  |  |        |             |        |
|  | B2         | Nejmeh Club     | 10 (5)E    |  |  |        |             |        |
|  |            |                 |            |  |  | B2     | Nejmeh Club | 0      |
|  |            |                 |            |  |  | B1     | al Ahed     | 2      |
|  | A2         | Shabab al-Sahel | 2          |  |  |        |             |        |
|  | B1         | al Ahed         | 3          |  |  |        |             |        |
|  |            |                 |            |  |  |        |             |        |

V Sieg nach Verlängerung

E Sieg im Elfmeterschießen

### Halbfinale
|                                                                                                  |   |                 |                      |
| Mittwoch, 4. September 2013 um 15:45 Uhr (14:45 Uhr MESZ) im Saida International Stadium (Sidon) |   |                 |                      |
| Safa SC Beirut                                                                                   | – | Nejmeh Club     | 1:1 n. V., 3:5 i. E. |
| Mittwoch, 4. September 2013 um 15:45 Uhr (14:45 Uhr MESZ) im Safa Stadium (Beirut)               |   |                 |                      |
| al Ahed                                                                                          | – | Shabab al-Sahel | 3:2                  |

### Finale
|                                                                                               |   |         |           |
| Samstag, 14. September 2013 um 15:30 Uhr (14:30 Uhr MESZ) im Camille-Chamoun-Stadion (Beirut) |   |         |           |
| Nejmeh Club                                                                                   | – | al Ahed | 0:2 (0:0) |